# Euphorbia fauriei
Euphorbia fauriei es una especie fanerógama perteneciente a la familia de las euforbiáceas.  Es originaria del Este de Asia en China y   Corea.

## Taxonomía
Euphorbia fauriei fue descrita por  H.Lév. & Vaniot y publicado en Repertorium Specierum Novarum Regni Vegetabilis 5: 281. 1908.
Etimología
Euphorbia: nombre genérico que deriva del médico griego del rey Juba II de Mauritania (52 a 50 a. C. - 23), Euphorbus, en su honor – o en alusión a su gran vientre –  ya que usaba médicamente Euphorbia resinifera. En 1753 Carlos Linneo asignó el nombre a todo el género.
fauriei: epíteto otorgado en honor del descubridor de la planta, el botánico y misionero francés Urbain Jean Faurie (1847-1915), quien desde su residencia de Japón, efectuó varias recolectas de plantas, llegando hasta el sur de Corea.
Sinonimia
- Euphorbia pekinensis var. fauriei (H.Lév. & Vaniot) Hurus.
- Euphorbia pekinensis subsp. fauriei (H.Lév. & Vaniot) Kuros. & H.Ohashi
- Galarhoeus pekinensis subsp. fauriei (H.Lév. & Vaniot) Hurus.
- Galarhoeus pekinensis var. fauriei (H.Lév. & Vaniot) Hurus.
- Galarhoeus pekinensis var. intermedius Hurus.[6][1]